# (39415) Janeausten
(39415) Janeausten est un astéroïde de la ceinture principale.

## Description
(39415) Janeausten est un astéroïde de la ceinture principale. Il fut découvert par Cornelis Johannes van Houten, Ingrid van Houten-Groeneveld et Tom Gehrels le 26 mars 1971 à l'observatoire Palomar. Il présente une orbite caractérisée par un demi-grand axe de 3,92 UA, une excentricité de 0,208 et une inclinaison de 2,38° par rapport à l'écliptique.
Il fut nommé en hommage à la femme de lettres anglaise Jane Austen (1775-1817).

## Compléments